# ウィル・ハリス
ウィル・ハリス（英語: Will Harris, 本名：ウィリアム・テイラー・ハリス（William Taylor Harris, 1984年8月28日 - ）は、アメリカ合衆国テキサス州ヒューストン出身のプロ野球選手（投手）。右投右打。フリーエージェント（FA）。愛称はビル（Bill）。

## 経歴

### プロ入りとロッキーズ時代
2006年のMLBドラフト9巡目（全体258位）でコロラド・ロッキーズから指名され、6月8日に契約。契約後、傘下のA-級トリシティ・ダストデビルズでプロデビュー。22試合に登板して2勝3敗6セーブ、防御率1.16、42奪三振を記録した。
2007年はA級アッシュビル・ツーリスツでプレーし、38試合に登板して1勝2敗1セーブ、防御率1.32、68奪三振を記録した。
2008年はA+級モデスト・ナッツでプレーし、49試合に登板して3勝5敗3セーブ、防御率2.77、70奪三振を記録した。
2009年はA-級トリシティで1試合に登板。トミー・ジョン手術を行い、残りのシーズンを全休した。
2010年は前年の手術の影響で全休した。
2011年にA+級モデストで復帰。33試合に登板して3勝2敗、防御率5.55、55奪三振を記録した。
2012年はAA級タルサ・ドリラーズで開幕を迎え、7月にAAA級コロラドスプリングス・スカイソックスへ昇格。13試合に登板し2勝0敗、防御率1.02、20奪三振を記録した。8月11日にメジャー初昇格を果たし、13日のミルウォーキー・ブルワーズ戦でメジャーデビュー。6点リードの9回表から登板し、1回を投げ2安打1本塁打1奪三振3失点だった。この年メジャーでは20試合に登板して1勝1敗、防御率8.15、19奪三振を記録した。
2013年3月5日にロッキーズと1年契約に合意したが、3月29日にDFAとなった。

### ダイヤモンドバックス時代
2013年4月3日にウェイバー公示を経てオークランド・アスレチックスへ移籍したが、直後の4月6日にウェイバー公示を経てアリゾナ・ダイヤモンドバックスへ移籍した。5月8日にメジャー昇格。昇格後はリリーフに定着した。61試合に登板して4勝1敗、防御率2.91、53奪三振を記録した。
2014年3月3日にダイヤモンドバックスと1年契約に合意した。この年は29試合に登板して0勝3敗、防御率4.34、35奪三振を記録した。

### アストロズ時代
2014年11月3日にウェイバー公示を経てヒューストン・アストロズへ移籍した。

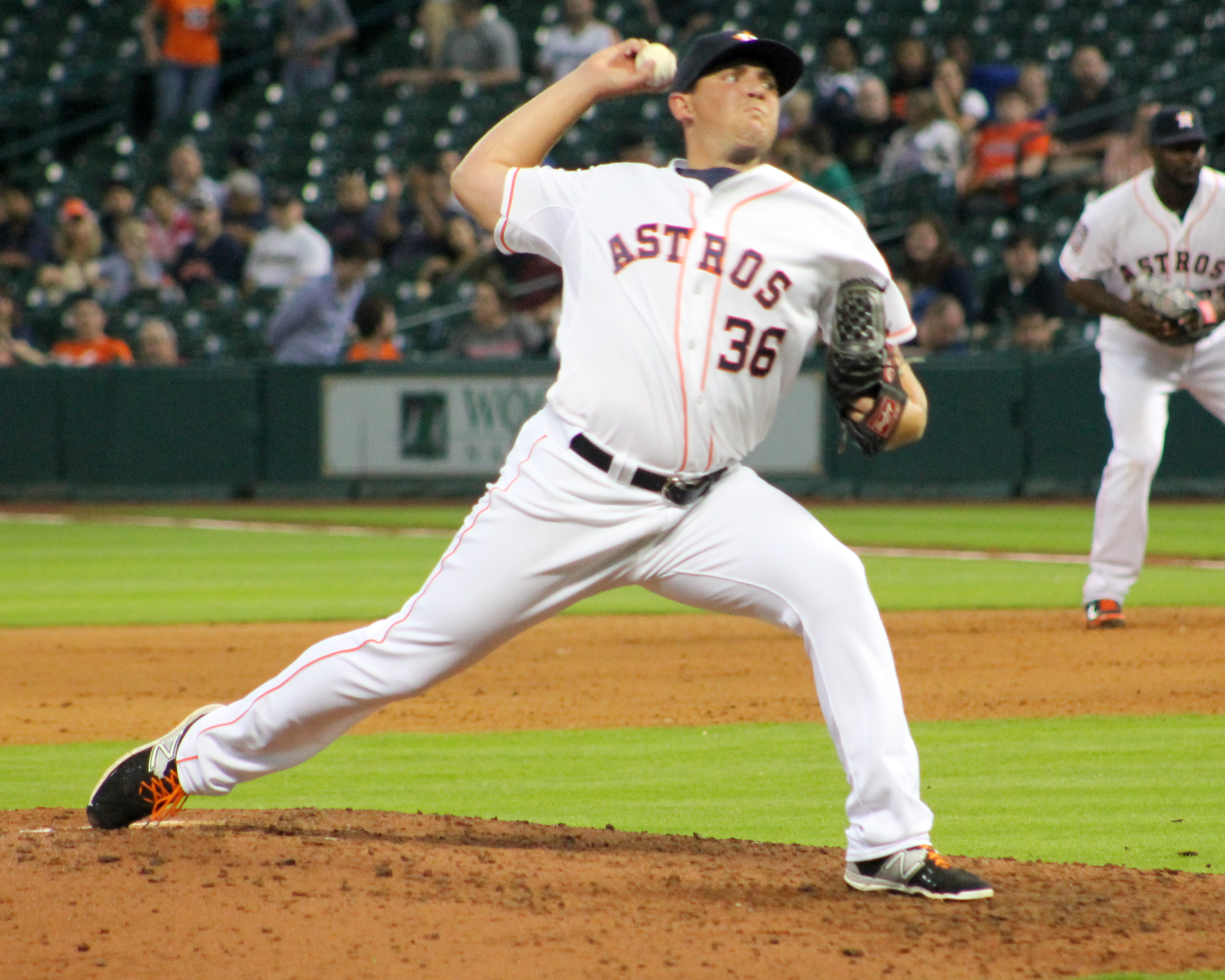
ヒューストン・アストロズ時代
(2015年4月8日)

2015年は大ブレイクを果たす。この年、チームトップの68試合に登板して防御率1.90、WHIP0.90という圧倒的な成績をマーク。2セーブも挙げて、アストロズのリリーフ陣の中心として大車輪の活躍を見せた。
2016年は前半戦で39試合に登板して1勝1敗9セーブ、16ホールド、防御率1.62という好成績をマーク。この活躍があってオールスターに選出された。最終的には66試合に登板して1勝2敗12セーブ、防御率2.25、WHIP1.05、奪三振率9.7と2年連続で好成績を残した。
2017年は7月に右肩の炎症で故障者リスト入りし、約1ヶ月半離脱した。この離脱によって、この年は46試合登板にとどまったが、3勝2敗2セーブ、防御率2.98、WHIP0.97と成績自体は前年と同程度であった。
2019年は68試合に登板し4勝1敗4セーブ、防御率1.50の好成績をマーク、ポストシーズンでもALDS、ALCSで計7試合に登板し無失点に抑えチームの2年ぶりのリーグ優勝に貢献。ワシントン・ナショナルズとのワールドシリーズでも7試合中5試合に登板し、最終第7戦では先発ザック・グレインキーの後を受け2番手で登板したが、ハウィー・ケンドリックに痛恨の逆転2ランを被弾し、敗戦投手となりチームも敗退した。翌10月31日にFAとなった。

### ナショナルズ時代
2020年1月3日にナショナルズと3年総額2400万ドルの契約を結んだ。2020年シーズンは2019年程の数字を残すことは出来なかったが、それでも17.2回で21奪三振、防御率3.06だった。
2021年5月30日に胸郭出口症候群の手術を受けることが発表され、2021年シーズン最後まで欠場する可能性が高まった。6月12日に60日間の故障者リストに入った。8登板で防御率9.00だった。
2022年オフの11月6日にFAとなった。

## 詳細情報

### 年度別投手成績
| 年 度     | 球 団     | 登 板 | 先 発 | 完 投 | 完 封 | 無 四 球 | 勝 利 | 敗 戦 | セ 丨 ブ | ホ 丨 ル ド | 勝 率 | 打 者 | 投 球 回 | 被 安 打 | 被 本 塁 打 | 与 四 球 | 敬 遠 | 与 死 球 | 奪 三 振 | 暴 投 | ボ 丨 ク | 失 点 | 自 責 点 | 防 御 率 | W H I P |
| --------- | --------- | ----- | ----- | ----- | ----- | -------- | ----- | ----- | -------- | ----------- | ----- | ----- | -------- | -------- | ----------- | -------- | ----- | -------- | -------- | ----- | -------- | ----- | -------- | -------- | ------- |
| 2012      | COL       | 20    | 0     | 0     | 0     | 0        | 1     | 1     | 0        | 3           | .500  | 89    | 17.2     | 27       | 3           | 6        | 1     | 1        | 19       | 4     | 0        | 18    | 16       | 8.15     | 1.87    |
| 2013      | ARI       | 61    | 0     | 0     | 0     | 0        | 4     | 1     | 0        | 4           | .800  | 217   | 52.2     | 50       | 3           | 15       | 1     | 2        | 53       | 4     | 0        | 17    | 17       | 2.91     | 1.23    |
| 2014      | ARI       | 29    | 0     | 0     | 0     | 0        | 0     | 3     | 0        | 3           | .000  | 120   | 29.0     | 27       | 3           | 9        | 2     | 2        | 35       | 1     | 0        | 14    | 14       | 4.34     | 1.24    |
| 2015      | HOU       | 68    | 0     | 0     | 0     | 0        | 5     | 5     | 2        | 13          | .500  | 276   | 71.0     | 42       | 8           | 22       | 1     | 1        | 68       | 2     | 0        | 18    | 15       | 1.90     | 0.90    |
| 2016      | HOU       | 66    | 0     | 0     | 0     | 0        | 1     | 2     | 12       | 28          | .333  | 255   | 64.0     | 52       | 3           | 15       | 1     | 1        | 69       | 4     | 0        | 17    | 16       | 2.25     | 1.05    |
| 2017      | HOU       | 46    | 0     | 0     | 0     | 0        | 3     | 2     | 2        | 20          | .600  | 177   | 45.1     | 37       | 7           | 7        | 0     | 0        | 52       | 2     | 0        | 15    | 15       | 2.98     | 0.97    |
| 2018      | HOU       | 61    | 0     | 0     | 0     | 0        | 5     | 3     | 0        | 15          | .625  | 230   | 56.2     | 48       | 3           | 14       | 1     | 2        | 64       | 6     | 0        | 22    | 22       | 3.49     | 1.09    |
| 2019      | HOU       | 68    | 0     | 0     | 0     | 0        | 4     | 1     | 4        | 26          | .800  | 229   | 60.0     | 42       | 6           | 14       | 0     | 0        | 62       | 3     | 0        | 14    | 10       | 1.50     | 0.93    |
| 2020      | WSH       | 20    | 0     | 0     | 0     | 0        | 0     | 1     | 1        | 6           | .000  | 84    | 17.2     | 21       | 3           | 9        | 0     | 0        | 21       | 1     | 0        | 9     | 6        | 3.06     | 1.70    |
| 2021      | WSH       | 8     | 0     | 0     | 0     | 0        | 0     | 1     | 0        | 0           | .000  | 30    | 6.0      | 7        | 1           | 3        | 0     | 0        | 9        | 0     | 0        | 6     | 6        | 9.00     | 1.67    |
| MLB：10年 | MLB：10年 | 447   | 0     | 0     | 0     | 0        | 23    | 20    | 21       | 118         | .535  | 1707  | 420.0    | 353      | 40          | 114      | 7     | 9        | 452      | 26    | 0        | 150   | 137      | 2.94     | 1.11    |

- 2021年度シーズン終了時
- 各年度の太字はリーグ最高

### 年度別守備成績
| 年 度 | 球 団 | 投手（P） | 投手（P） | 投手（P） | 投手（P） | 投手（P） | 投手（P） |
| 年 度 | 球 団 | 試 合     | 刺 殺     | 補 殺     | 失 策     | 併 殺     | 守 備 率  |
| ----- | ----- | --------- | --------- | --------- | --------- | --------- | --------- |
| 2012  | COL   | 20        | 1         | 3         | 0         | 0         | 1.000     |
| 2013  | ARI   | 61        | 2         | 9         | 0         | 1         | 1.000     |
| 2014  | ARI   | 29        | 0         | 2         | 0         | 0         | 1.000     |
| 2015  | HOU   | 68        | 3         | 11        | 0         | 1         | 1.000     |
| 2016  | HOU   | 66        | 9         | 7         | 0         | 1         | 1.000     |
| 2017  | HOU   | 46        | 7         | 6         | 0         | 0         | 1.000     |
| 2018  | HOU   | 61        | 2         | 11        | 0         | 1         | 1.000     |
| 2019  | HOU   | 68        | 6         | 10        | 0         | 4         | 1.000     |
| 2020  | WSH   | 20        | 0         | 1         | 1         | 0         | .500      |
| 2021  | WSH   | 8         | 0         | 0         | 0         | 0         | ----      |
| MLB   | MLB   | 447       | 30        | 60        | 1         | 8         | .989      |

- 2021年度シーズン終了時

### 記録
- MLBオールスターゲーム選出：1回（2016年）

### 背番号
- 48（2012年）
- 38（2013年 - 2014年）
- 36（2015年 - 2022年）